# Gudrun Fertig
Gudrun Fertig (* 1969 in Regensburg) ist eine deutsche Verlegerin, Journalistin und Volkswirtin. Sie engagiert sich für lesbisch-feministische und LGBT-Themen. Sie leitet zusammen mit Manuela Kay den Verlag für Medien für die LGBT-Zielgruppe in Deutschland, die Special Media SDL in Berlin. Der Verlag publiziert u. a. die Zeitschriften Siegessäule – We are queer Berlin sowie L-Mag – das Magazin für Lesben.

## Leben
Nach ihrem Schulabschluss begann sie 1988 mit einem Lehramtsstudium für Deutsch, Geschichte und Sozialkunde, brach dieses aber ab. 1992 machte sie eine Ausbildung zur Einzelhandelskauffrau und arbeitete anschließend in diesem Beruf zwei Jahre. 1995 begann sie in Regensburg ein Studium der Volkswirtschaftslehre.
1996 zog sie nach Berlin, um an der Freien Universität Volkswirtschaftslehre mit Schwerpunkt internationale Finanzmärkte und Steuern zu studieren und ihren Abschluss als Diplom-Volkswirtin zu absolvieren (2002).
Nach ihrer kaufmännisch geprägten Laufbahn schlug sie ab 2002 den Weg als freie Journalistin ein. 2003 begann sie beim Jackwerth Verlag in Berlin-Kreuzberg ein Volontariat bei der Zeitschrift Siegessäule und in der Redaktion der damals neu gegründeten Zeitschrift L-Mag. Nach ihrem Volontariat arbeitete sie bis 2008 als L-MAG-Redakteurin im Jackwerth Verlag. 2008 übernahm sie die Chefredaktion aller Online-Medien des Verlags Siegessäule, L-MAG, Du & Ich, Queer Travel, Out in Berlin und Siegessäule Kompass.
2012 gründete Gudrun Fertig mit Manuela Kay die Firma Special Media SDL GmbH und übernahm die Medien und Online-Präsenzen des Jackwerth Verlags. Beide sind aktuell (Stand 2016) geschäftsführende Mehrheitsgesellschafterinnen der GmbH.

## Journalistisches Schaffen
Die journalistischen Schwerpunktthemen von Gudrun Fertig liegen in den Bereichen Geschichte und Politik, Wirtschaft, Diversity, LGBT-Kultur sowie Frauenfußball. Sie interviewte als erste in Deutschland den damaligen DFB-Präsidenten Theo Zwanziger zum Thema „Homophobie im Fußball“ (2008).

## Lesbisch-feministisches Engagement
Erstmals engagierte sie sich feministisch-lesbenpolitisch 1996 in der Gruppe „Lesben in Aktion“ (LIA) in Regensburg. 1997 organisiert sie die Berliner Lesbenwoche mit. Ende der 90er Jahre arbeitet sie beim Lesbischen Radio im Offenen Kanal Berlin mit.
Außerdem moderiert sie zahlreiche Diskussionen, nimmt an Podien teil und hält Vorträge zu den Themen Homophobie im Fußball, Medien und Homosexualität, sowie lesbische Sichtbarkeit.
Darunter sind z. B. die Moderation der Tagung „Inklusive Leidenschaft“ (2010) der Senatsverwaltung Integration, Arbeit, Soziales, die Moderation der Podiumsdiskussion „Tabubruch – Der neue Weg von Homosexualität im Fußball“ beim 11 mm Filmfestival Berlin (2010), die Moderation von vier „Runden Tischen gegen Homophobie“ der Landesstelle für Gleichbehandlung gegen Diskriminierung bei der Senatsverwaltung für Arbeit, Integration, und Frauen (2011) oder die 6. Fachtagung „Wovon lesbische Frauen träumen“ des Dachverbandes Lesben und Alter (2015).
Außerdem hielt sie u. a. den Vortrag „Medien von und für Frauen“ (2009) in der Heinrich-Böll-Stiftung. Auf der ersten Karrieremesse für Schwule und Lesben, Milk-Messe (2010), den Vortrag „Jenseits von Playboy und Brigitte“ und im Rahmen eines Seminars für Journalismus der Universität Leipzig gemeinsam mit Andreas Hergeth den Vortrag „Schwule und Lesben: wenn Sex keine Privatsache ist“. Darüber hinaus nahm sie als Beraterin am „Journalist Consulting Meeting of EIGE (European Institut of Gender Equality)“ teil (2011). Seit 2013 ist sie ausgebildeter systemischer Coach (GST).
Gudrun Fertig initiiert und moderiert bundesweit Veranstaltungen wie Talkrunden, Lesungen und Thinktanks zu feministischen, lesbischen und queeren Themen.

## Auszeichnungen
- 2001: „Queer gegen Rechts“, Zivilcouragepreis des Berliner CSD e.V., als Teil der politischen Gruppe
- 2015: Augspurg-Heymann-Preis[9], zusammen mit Manuela Kay, der zur Förderung der Sichtbarkeit von lesbischen Frauen seit 2009 jährlich von der Landesarbeitsgemeinschaft Lesben in NRW an couragierte lesbische Frauen verliehen wird (2017 umbenannt in Preis für couragierte Lesben - CouLe).

## Buchbeiträge
- Queer Politics jenseits des Kapitalismus In: Barbara Höll, Klaus Lederer und Bodo Niendel (Hrsg.) queer.macht.politik. Schauplätze gesellschaftlicher Veränderung. Männerschwarm Verlag, Hamburg 2014 ISBN 978-3-86300-152-0